# Nachal Cipori
Nachal Cipori (hebrejsky: נחל ציפורי) je potok o délce cca 32 kilometrů v Izraeli.
Začíná v nadmořské výšce cca 300 metrů na okraji arabského města Rejne, na severním okraji Nazaretu, v kopcovité krajině Dolní Galileji. Směřuje pak k severozápadu mírně zvlněnou a zčásti zalesněnou krajinou, ve které se střídají židovské a arabské obce, přičemž z jihu míjí starověkou lokalitu Cipori, kterou doplňuje novověká židovská vesnice Cipori. Poblíž vesnice ha-Solelim do něj zprava ústí výtok z údolí Bejt Netofa. Teče pak dál k severozápadu, přičemž míjí beduínské město Ka'abija-Tabaš-Chadžadžra nebo rozptýlené beduínské osady Chavalid, za kterou vstupuje do rovinatého Zebulunského údolí. V něm se stáčí k západu a poblíž města Rechasim ústí do řeky Kišon, jež jeho vody odvádí do Středozemního moře v Haifském zálivu. Plocha povodí dosahuje cca 270 kilometrů čtverečních a jde o jeden z významnějších toků v severním Izraeli. Roční úhrn srážek tu dosahuje cca 700 mm, další vodu přinášejí četné prameny podél toku.
Rozsáhlé sekce toku Nachal Cipori jsou turisticky využívané. Část je začleněna do Izraelské stezky, turistické trasy protínající severojižním směrem celé území státu. Nachází se tu i Národní park Cipori (okolo stejnojmenné starověké lokality). Podél toku je i několik starých vodních mlýnů.